# François IV Fouquet
Pour les articles homonymes, voir Fouquet et François Fouquet.
François Fouquet ou Foucquet, quatrième du nom (3 mars 1587 – Paris, 22 avril 1640), magistrat et homme d'affaires français, chevalier, seigneur d'Ourmenesclie, de Vaux-le-Vicomte, père de Nicolas Fouquet, surintendant des finances sous Louis XIV.

## Origine
François naquit dans une famille bourgeoise, ayant fait fortune dans le commerce du drap. Contrairement à ce qu'elle prétendait alors, elle n'était pas noble — sa filiation prétendue avec les Fouquet des Moulins-Neufs était fausse. Son nom de famille signifiait « écureuil » en patois des régions de l'Ouest, d'où les armes dessinées par François III, son père : d'argent à l'écureuil rampant de gueules. Ambitieux, François IV y ajouta la devise « Quo non ascendet ? » (« jusqu'où ne montera-t-il pas ? »).
C'est son grand-père, François II Fouquet, qui réalise, par l'éducation donnée à ses enfants, une vraie mutation pour toute la famille. Le père de François IV, François III Fouquet, peut ainsi suivre des études juridiques qui le mènent à la consécration parlementaire : en 1578, il achète la charge de conseiller au Parlement de Paris.

## Droit
Il avait trois ans lors de la mort de son père, et fut mis sous la tutelle de son oncle Christophe Foucquet, seigneur de Chalain, président à mortier au parlement de Bretagne. François IV fit lui-même des études de droit, confirmant l'orientation de la famille vers la magistrature. Le 16 février 1608, à peine âgé de 21 ans, il fut nommé conseiller au parlement de Bretagne et passa l'année suivante à celui de Paris, où il fut reçu le 2 décembre 1609. 
Il est d'abord conseiller au Parlement de Paris, puis en 1615 il achète la charge de maître des requêtes de l'hôtel du roi après avoir revendu celle de conseiller au Parlement. Ce choix marque une évolution pour la famille : le clan s'oriente par ce biais vers les plus hautes sphères du pouvoir, confirmant encore l'ascension du clan. Par sa nouvelle charge de maître des requêtes, il accélère l'intégration de la famille dans la noblesse [réf. nécessaire]. 
Le 22 février 1610, il avait épousé par contrat Marie de Maupeou, dont la famille était puissante dans la robe également. Maître des requêtes, il fit partie du tribunal jugeant le comte de Chalais pour crime de lèse-majesté. La charge de cette affaire lui permit de se faire connaître de Richelieu. Une juridiction d'exception permet donc de marquer encore l'ascension du lignage. 
Il est conseiller au conseil d'État de Navarre et de Béarn (29 juillet 1619), puis conseiller d'État et de la Marine en 1628. En 1627, il acquit un brevet de conseiller d'État en service ordinaire, ce qui lui permet de revendre sa charge de maître des requêtes. La même année, il fut envoyé par Richelieu auprès des Cantons suisses. 
Il fit également partie de plusieurs chambres criminelles établies pour juger des crimes politiques, notamment de celle qui siégea à l'Arsenal il fut même appelé en juillet 1633 à la présidence, aux gages de 1 800 livres. Ses goûts et peut-être aussi le soin de sa fortune l'ont fait s'intéresser aux questions commerciales, maritimes et coloniales. Il participa également à la création de la manufacture de haute lisse à la Savonnerie.

## Compagnie des îles
En 1624, Richelieu avait créé un Conseil de la marine. François IV y entra dès 1628. Il associa à l'activité commerciale de la Compagnie des îles d'Amériques des ordres et congrégations missionnaires. Ami de Vincent de Paul et de Jeanne de Chantal, il aida également beaucoup la Compagnie de Jésus. Vincent de Paul écrivit à son sujet dans sa correspondance qu'il était « l'un des plus hommes de bien qu'[il] conn[ût] ».

## Famille
Il eut 16 enfants, dont 11 atteignirent l'âge adulte. Les cinq filles se firent toutes religieuses à la Visitation Sainte-Marie, maison fondée par Jeanne de Chantal et François de Sales. Les six garçons connurent des carrières diverses :
1. François V (1611-1673), évêque de Bayonne, d'Agde, puis archevêque de Narbonne ;
2. Nicolas (né en 1615), surintendant des finances ;
3. Basile (né en 1622), dit « l'abbé Fouquet », chef de la police secrète de Mazarin ;
4. Yves (1629–1651), maître des requêtes au Parlement ;
5. Louis (né en 1633), évêque d'Agde en succession de son frère aîné ;
6. Gilles (né en 1637), premier écuyer.

François IV mourut en 1640 et fut, conformément à son testament, inhumé dans l'église du Couvent de la Visitation Sainte-Marie. Il laissait un important héritage de 816 000 livres, dont 150 000 pour son office de maître des requêtes. 
Il avait réuni une magnifique bibliothèque de 15 000 volumes ornés de son écusson et de son chiffre composé de deux lettres F grecques enlacées (François Foucquet). Il avait formé aussi une belle collection de cartes et possédait les plus beaux globes alors connus, terrestres et célestes, qu'il légua à son fils Nicolas, le surintendant. Sa veuve était connue par son active charité près des malades pauvres. On lui doit un Recueil de recettes choisies, expérimentées et éprouvées, Paris, 1665, in- 12, plusieurs fois réimprimés. Elle mourut au Val-de-Grâce, en mars 1681, et fut inhumée à la Visitation avec son mari.

## Source
- Paul de Farcy, Bulletin de la Commission historique et archéologique de la Mayenne, 1914.